# 김충길 (1956년)
Request error occurred:
김충길(金忠吉, 1956년 1월 18일 ~ )은 대한민국의 제5대 전라남도 여수시의원이었다.

## 학력
- 1963.03 ~ 1969.02 여안국민학교 졸업
- 1969.03 ~ 1972.02 여수제일중학교 졸업
- 1972.03 ~ 1975.02 여수상업고등학교 졸업
- 인천체육전문학교 졸업

## 경력
- 여천군 체육회
- 국민생활 전남 배구 연합회
- 여수시 배구 협회
- 여수시 구봉라이온스클럽
- ㈜여천NCC 근무
- 여수정보과학고등학교 총동문회 부회장
- 대한시니어 배구연맹 수석부회장
- 대한시니어 배구연맹 회장
- 민주통합당 전남도당 여수시 갑 구도심 활성화 대책위원장
- 2012.04 ~ 2014.06 제5대 전라남도 여수시의회 의원
- 2012.04 ~ 2012.07 제5대 전라남도 여수시의회 전반기 기획자치위원회 위원
- 2012.05 ~ 2012.12 제5대 전라남도 여수시의회 2012여수세계박람회지원특별위원회 위원
- 2012.07 ~ 2014.06 제5대 전라남도 여수시의회 후반기 기획자치위원회 위원
- 2012.07 ~ 2014.06 제5대 전라남도 여수시의회 후반기 의회운영위원회 위원
- 2013.04 ~ 2013.05 제5대 전라남도 여수시의회 웅천택지개발사업조사특별위원회 위원

## 역대 선거 결과
|  | 11.85% |

|  | 13.52% |

|  | 27.04% |